# Землетрясения на Андаманских островах (2010)
Землетрясения на Андаманских островах 2010 года — ряд мощных землетрясений магнитудой до 6,6, произошедших в районе Андаманских островов (Индия). Самое мощное из них, магнитудой 6,6 произошло 30 марта в 16:54:46 (UTC) в прибрежной зоне Андаманских островов (Индия), в 218 км от Бомбуфлэт. Гипоцентр землетрясения располагался на глубине 34,0 километров.
Землетрясение ощущалось в населённых пунктах Индии: Бомбуфлэт, Порт-Блэр, Вишакхапатнаме, Бхубанешваре, Калькутте, Ченнаи, Бангалоре, Четпете, Чудваре, Халдии, Джаджпуре. Подземные толчки ощущались также в населённых пунктах Бангладеш: Баргуне, Читтагонге, Дакке и Янгон (Мьянма).
В результате землетрясения 10 человек получили ранения в Диглипуре. В этом же регионе произошли оползни. Экономический ущерб составил менее 0,026 млн долларов США.

## Афтершоки

### 31 мая 2010

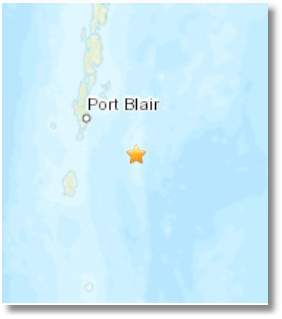
Эпицентр землетрясения 31 мая 2010 года, Mw 6,5

Землетрясение магнитудой 6,5 произошло 31 мая 2010 года в 19:51:45 (UTC) в 98,7 км к юго-востоку от Порт-Блэр. Гипоцентр землетрясения располагался на глубине 112,0 км.
Землетрясение ощущалось в населённых пунктах Индии: Порт-Блэр, Калькутта, Вишакхапатнам, Бхубанешвар, Хаора, Каттак, Ченнаи. Подземные толчки ощущались также в Бангладеш: Читтагонг, Дакка.
В результате землетрясения сообщений о жертвах и разрушениях не поступало.

### 18 июня 2010

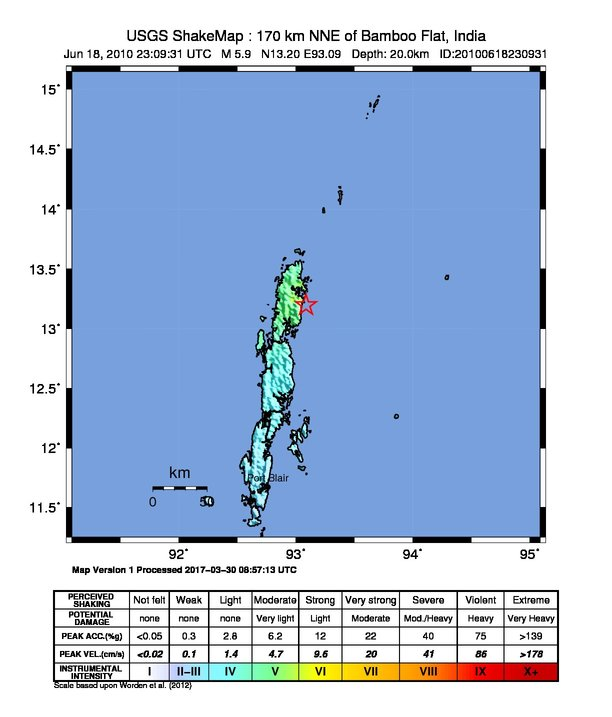
Эпицентр землетрясения 18 июня 2010 года, Mw 6,5

Землетрясение магнитудой 5,9 произошло 18 июня 2010 года в 23:09:31 (UTC) в 170,4 км к северо-северо-востоку от Бомбуфлэт. Гипоцентр землетрясения располагался на глубине 20,0 км.
Землетрясение ощущалось в Порт-Блэр. В результате землетрясения несколько зданий в районе Диглипур получили повреждения, сообщений о жертвах и пострадавших не поступало.

## Тектонические условия региона
Граница тектонической плиты к юго-западу от Суматры является частью длинной зоны взаимодействия плит, которая простирается более чем на 8000 км от региона Папуа на востоке до Гималайского фронта на западе. Суматранско-Андаманская часть этой зоны (Зондский жёлоб) является зоной субдукции, которая обеспечивает конвергенцию между Индо-Австралийской и Зондской плитами. Эта конвергенция ответственна за интенсивную сейсмичность и вулканизм на Суматре. В разломе Суматры, основной трансформной структуре, которая делит пополам Суматру, происходит боковое относительное движение плит.
Относительное движение между Индо-Австралийской и Зондской плитами происходит со скоростью примерно от 63 мм/год у южной оконечности Суматры (Австралия относительно Зондской плиты) до 44 мм/год к северу от Андаманских островов (Индостанская плита относительно Зондской). Вращение плит происходит против часовой стрелки. Накапливание и высвобождение большей части энергии деформации происходит вдоль Зондского жёлоба в основной зоне субдукции, где литосфера субдуцирующей Индо-Австралийской плиты контактирует с вышележащей Зондской плитой на глубину до 60 км. Освобождение от напряжения, связанное с деформацией в субдуктивной плите, происходит в возникновением глубоких землетрясений, которые распространяются на глубину менее 300 км на Суматре и до 150 км у Андаманских островов. К востоку от Андаманских островов распространение дуги в Андаманском море создает зону распределенных тектонических разломов. Как и в Суматранском разломе, в Сагингском разломе недалеко от Мьянмы также имеется скользящий компонент наклонного движения плит. Деформация, связанная с границей плиты, также не ограничивается зоной субдукции и перекрывающей плитой: субдуцирующая Индо-Австралийская плита на самом деле состоит из двух независимых плит (Индия и Австралия), которые также взаимодействуют друг с другом. Эта деформация иллюстрируется недавним землетрясением, произошедшим в апреле 2012 года.
Палеосейсмические исследования с использованием коралловых рифов в качестве косвенного показателя относительных изменений уровня суши, связанных с землетрясениями, позволяют предположить, что Зондская дуга неоднократно разрывалась во время крупных землетрясений в прошлом. В северной части острова Симёлуэ, южной оконечности зоны землетрясения 2004 года, в течение 65-летнего периода между 1390 и 1455 гг. произошло несколько крупных землетрясений, в результате чего острова поднялись значительно больше, чем в результате землетрясения 2004 года. Исследования также указывают на то, что в этом регионе в последние столетия происходили цунами, а большие залежи песка на земле, интерпретируются как перенос обломков от волны цунами.
До 2004 года крупные землетрясения вдоль границы Зондской и Бирманской плит произошли в 1797 году (магнитуда 8,7—8,9), 1833 (магнитуда 8,9—9,1) и в 1861 году (магнитуда 8,5). С 2004 года в Зондском жёлобе между северными Андаманскими островами и островом Энгано, протяженностью более 2000 км, произошла серия крупных землетрясений, большая часть из них — на границе плиты к югу от Банда-Ачех. Землетрясение магнитудой 9,1 26 декабря 2004 года, вызвавшее разрушительное цунами, произошло между Мьянмой и островом Симёлуэ у побережья Банда-Ачех. Непосредственно к югу от эпицентра этого в результате землетрясения на острове Ниас, произошедшего 28 марта 2005 года, был разрушен участок морского дна протяженностью 400 км между Симёлуэ и островами Бату. На юге острова Ментавай 12 сентября 2007 года произошло два землетрясения силой 8,5 балла и 7,9 балла в южной части разлома, которая простирается от острова Энгано до северной части острова Сиберут. Землетрясения меньшей силы также были разрушительны: землетрясение магнитудой 7,6 в пределах субдуктирующей плиты нанесло значительный ущерб в Паданге в 2009 году, а землетрясение магнитудой 7,8 25 октября 2010 года произошло на мелководном участке разлома к западу от островов Ментавай, и вызвало цунами на западном побережье этих островов.
В дополнение к существующим сейсмическим опасностям вдоль этой части Зондской дуги, этот регион также признан одним из самых вулканоопасных в мире. Одним из самых драматических извержений в истории человечества было извержение вулкана Кракатау 26—27 августа 1883 года, в результате которого погибло более 35 000 человек.
Субдукция и сейсмичность вдоль границы плиты, прилегающей к Яве, в корне отличаются от Суматранско-Андаманской части. Относительное движение вдоль Явы происходит со скоростью около 65—70 мм/год и не демонстрирует такой же деформации и проскальзывания, которые наблюдаются вдоль границы Суматры. Кроме того, в зоне субдукции Ява не было таких же мощных взаимодействий тектонических плит, как у её соседа, по крайней мере в документированной истории. Хотя этот регион не так сейсмически активен, как регион Суматры, в районе Явы случались сильные землетрясения с малой или средней магнитудой, а также землетрясения на большой глубине (300—700 км). Также здесь присутствует аналогичная, если не более высокая вулканическая опасность. На этой островной дуге в недавнем прошлом также произошли два крупных неглубоких землетрясения, которые привели к сильным цунами вдоль южного побережья Явы.